# سان جيوفاني أ بيرو
سان جيوفاني أ بيرو (سيلينتان: سان جيواني) هي بلدة وكومونا في مقاطعة سلرنو بمنطقة كمبانية، جنوب إيطاليا.